# しらとり (駆潜艇)
しらとり（ローマ字：JDS Shiratori, PC-319、ASU-66）は、海上自衛隊の駆潜艇。みずとり型駆潜艇の7番艇。艇名は白鳥に由来する。よしきり型掃海船「しらとり」に次いで日本の艦艇としては2代目。

## 艦歴
「しらとり」は、昭和38年度計画甲型駆潜艇3019号艇として、1964年2月29日に佐世保重工業で起工され、1964年10月8日に進水、1965年2月26日に就役し、佐世保地方隊第3駆潜隊に編入された。
1977年12月1日、第3駆潜隊が呉地方隊隷下に編成替え。
1985年3月27日、舞鶴地方隊第4駆潜隊に編入。
1986年3月19日、特務艇に種別変更され船籍番号がASU-66となり、舞鶴地方隊直轄艇となる。
1989年3月24日、除籍。